# Poses
Poses es una localidad y comuna francesa situada en la región de Alta Normandía, departamento de Eure, en el distrito de Les Andelys y cantón de Val-de-Reuil.

## Demografía
| 965 | 1074 | 976 | 959 | 1024 | 1107 |
| Para los censos de 1962 a 1999 la población legal corresponde a la población sin duplicidades (Fuente: INSEE [Consultar]) |      |     |     |      |      |

## Administración

### Entidades intercomunales
Poses está integrada en la Communauté d'agglomération Seine-Eure . Además forma parte de diversos sindicatos intercomunales para la prestación de diversos servicios públicos:
- Syndicat de l'électricité et du gaz de l'Eure (SIEGE)
- Syndicat de l'école de musique de la région de Val-de-Reuil

### Riesgos
La prefectura del departamento de Eure incluye la comuna en la previsión de riesgos mayores  por:
- Riesgo de inundaciones.
- Riesgos derivados del transporte de mercancías peligrosas.
- Riesgos derivados de actividades industriales.